# Хиксан
Хиксан (кор. 흑산도) — острів в Жовтому морі, знаходиться за 97,2 км від південно-західного узбережжя міста Мокпхо, повіт Сінан, Південна провінція Чолладо, Південна Корея. Він займає площу 19,7 км² і складається з декількох піків. Острів належить Південній Кореї з 1969 року. На острові проживає близько 3133 чоловік.